# Phyllanthus acidus
Phyllanthus acidus är en emblikaväxtart som först beskrevs av Carl von Linné, och fick sitt nu gällande namn av Homer Collar Skeels. Phyllanthus acidus ingår i släktet Phyllanthus och familjen emblikaväxter. Inga underarter finns listade i Catalogue of Life.

## Bildgalleri

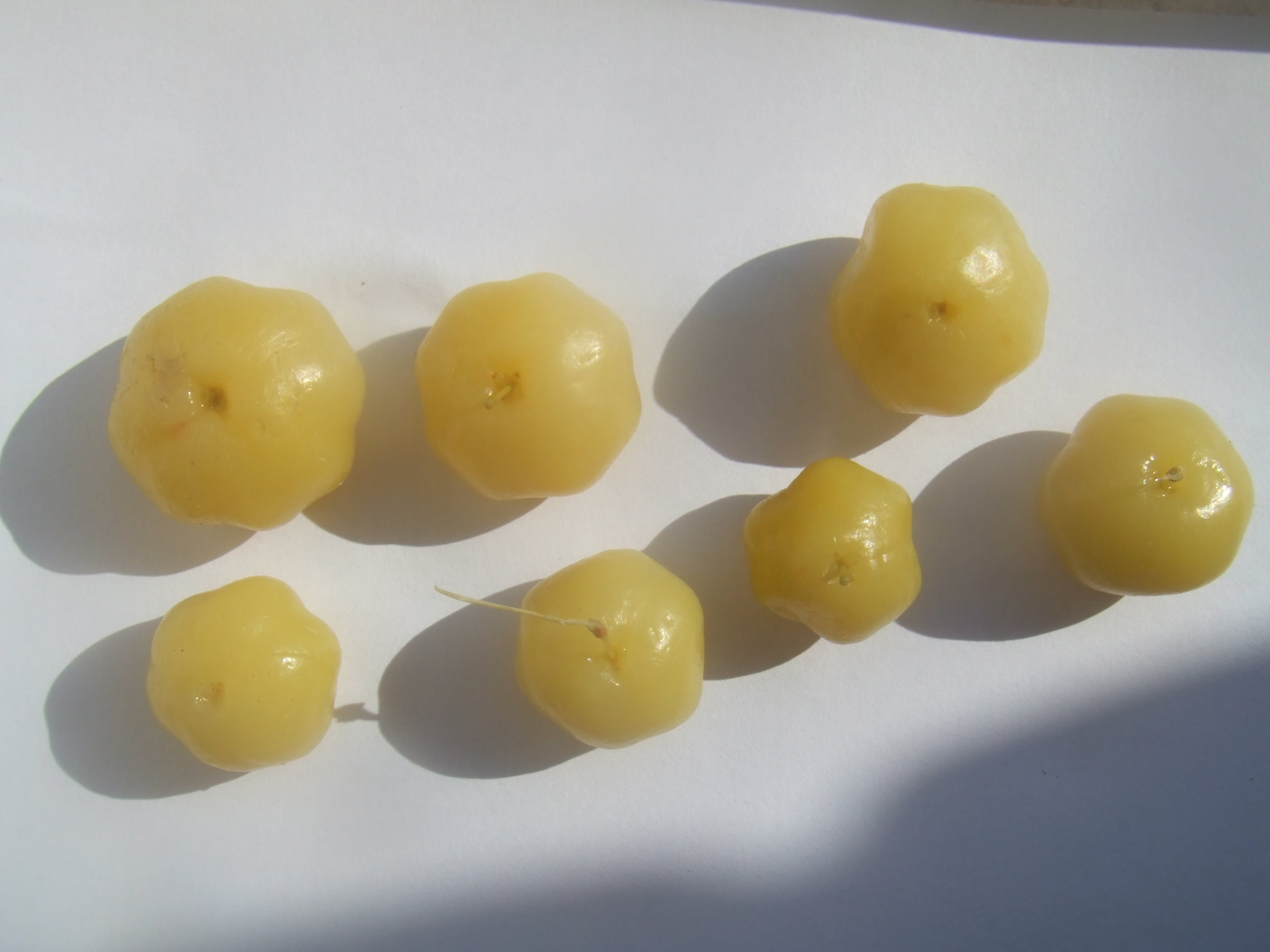
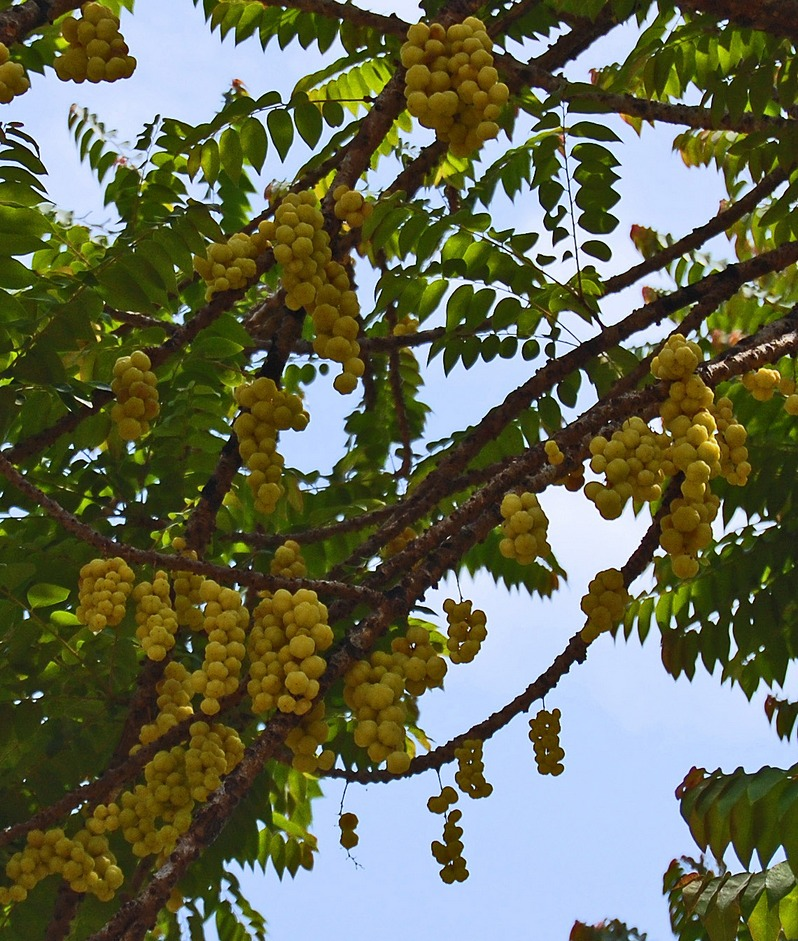
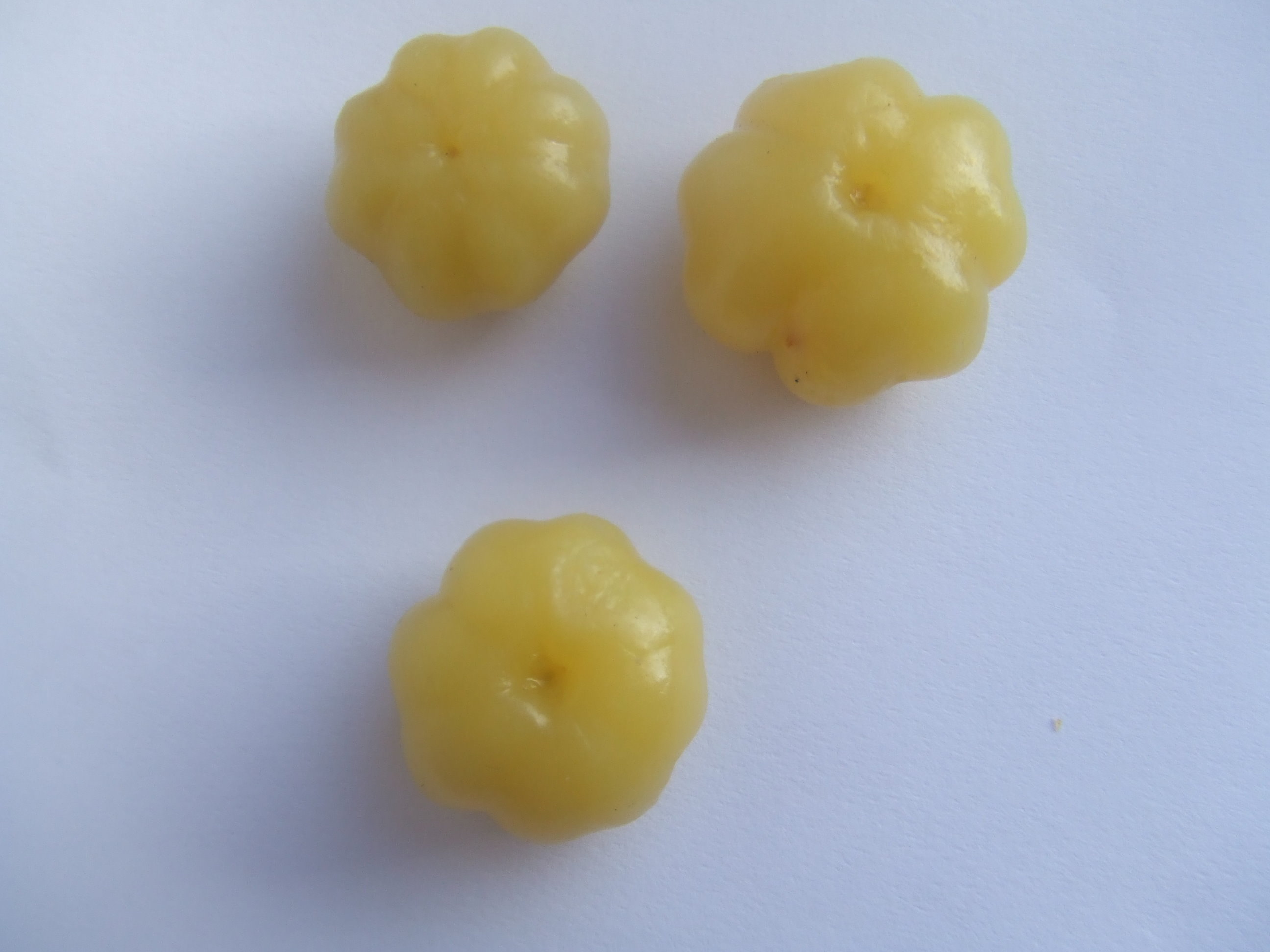
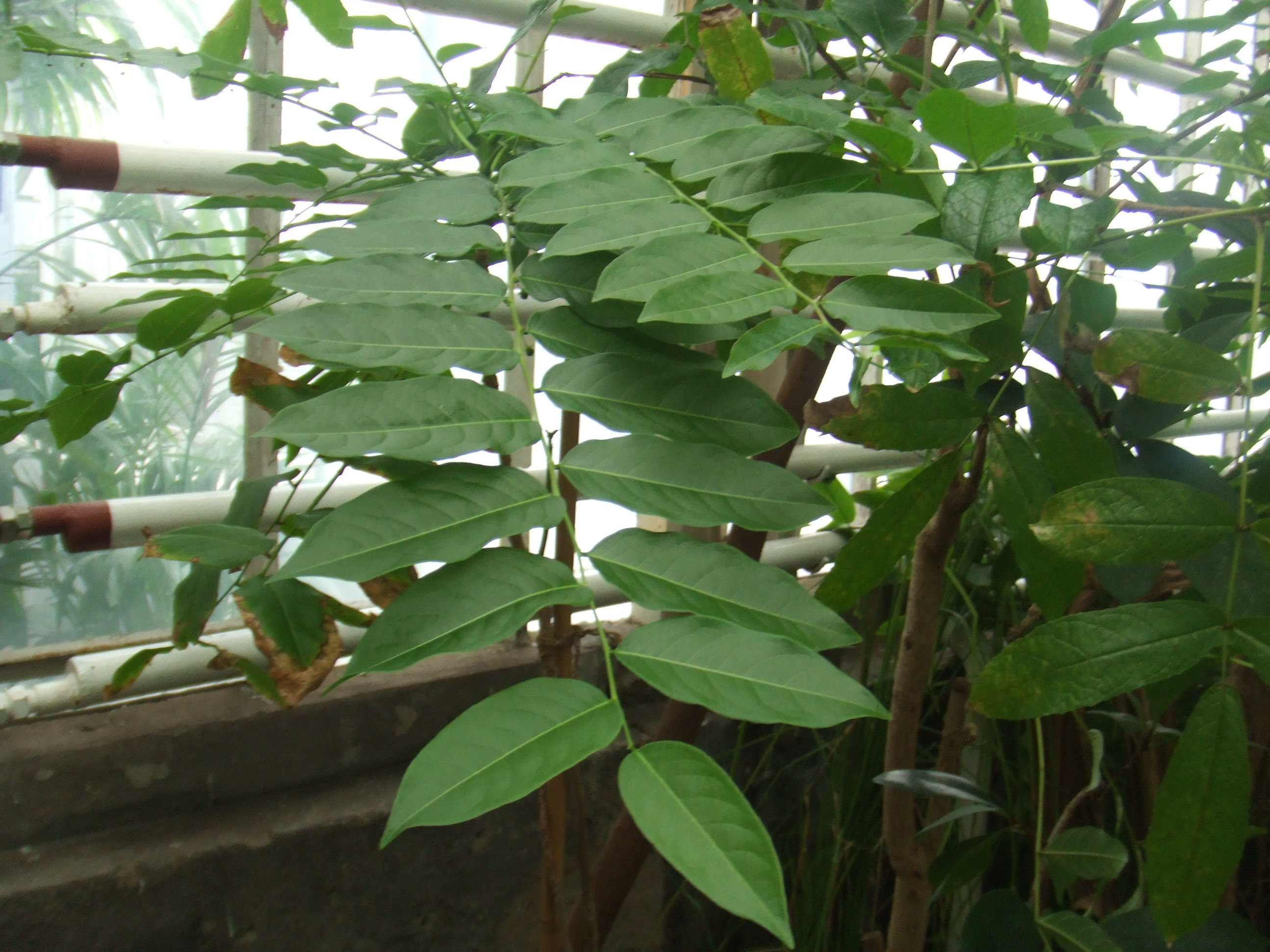
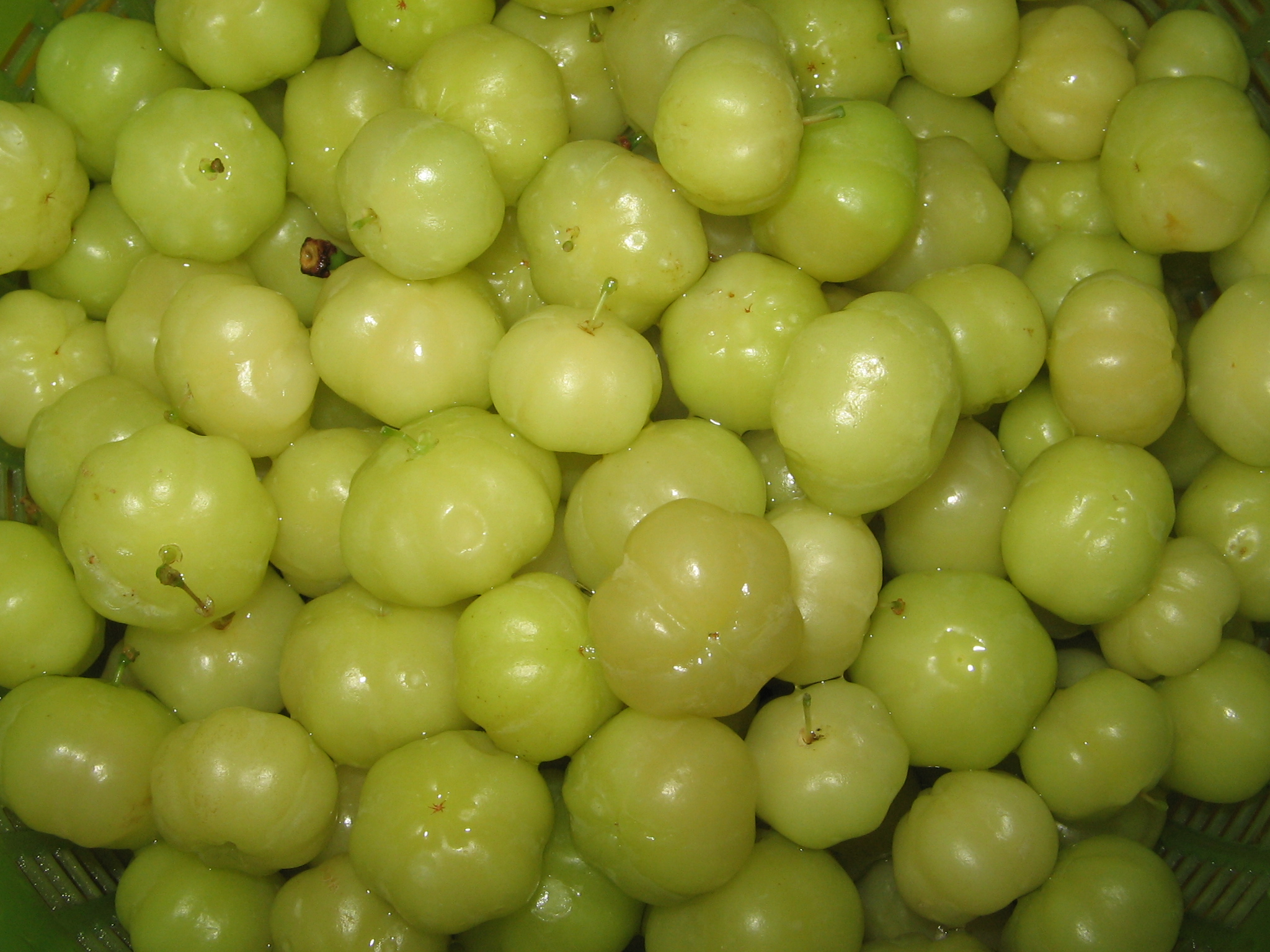
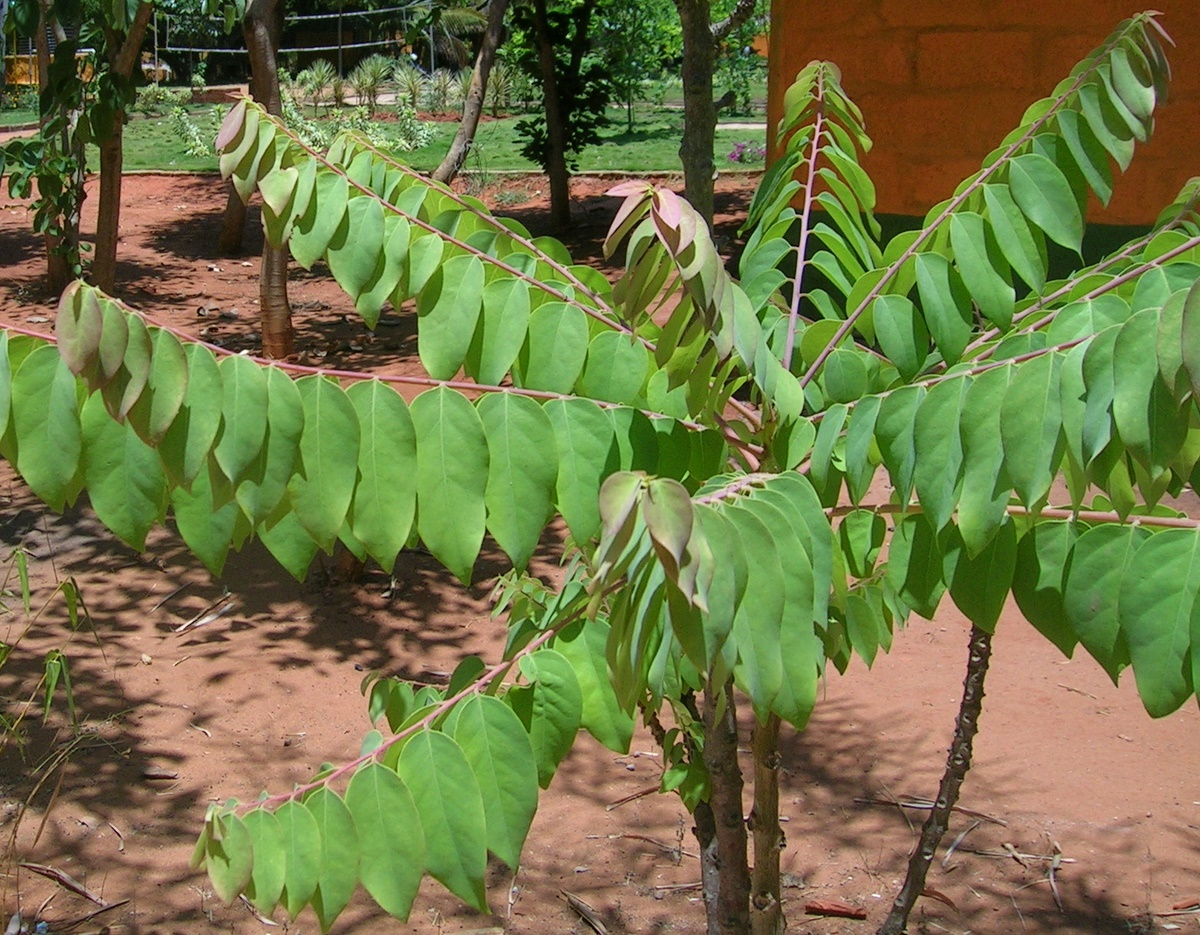